# Moneyfields FC
Moneyfields FC (celým názvem: Moneyfields Football Club) je anglický fotbalový klub, který sídlí ve městě Portsmouth v nemetropolitním hrabství Hampshire. Založen byl v roce 1987 pod názvem Portsmouth Civil Service FC. Od sezóny 2018/19 hraje v Southern Football League Division One South (8. nejvyšší soutěž). Klubové barvy jsou modrá a žlutá.
Své domácí zápasy odehrává na stadionu Moneyfields Sports Ground s kapacitou 2 000 diváků.

## Historické názvy
Zdroj: 
- 1987 – Portsmouth Civil Service FC (Portsmouth Civil Service Football Club)
- 1994 – Moneyfields FC (Moneyfields Football Club)

## Získané trofeje
- Portsmouth Senior Cup ( 3× )
  - 1990/91, 1991/92, 2012/13

## Úspěchy v domácích pohárech
Zdroj: 
- FA Cup
  - 2. předkolo: 2006/07, 2007/08
- FA Trophy
  - 2. předkolo: 2017/18
- FA Vase
  - 4. kolo: 2015/16

## Umístění v jednotlivých sezonách
Stručný přehled
Zdroj: 
- 1991–1992: Hampshire League (Division Three)
- 1992–1993: Hampshire League (Division Two)
- 1993–1998: Hampshire League (Division One)
- 1998–2004: Wessex Football League
- 2004–2006: Wessex Football League (Division One)
- 2006–2017: Wessex Football League (Premier Division)
- 2017–2018: Southern Football League (Division One East)
- 2018– : Southern Football League (Division One South)

Jednotlivé ročníky
Zdroj: 
Legenda: Z - zápasy, V - výhry, R - remízy, P - porážky, VG - vstřelené góly, OG - obdržené góly, +/- - rozdíl skóre, B - body, červené podbarvení - sestup, zelené podbarvení - postup, fialové podbarvení - reorganizace, změna skupiny či soutěže
| Sezóny  | Liga                                          | Úroveň | Z  | V  | R  | P  | VG  | OG | +/- | B  | Pozice |
| ------- | --------------------------------------------- | ------ | -- | -- | -- | -- | --- | -- | --- | -- | ------ |
| 2009/10 | Wessex Football League (Premier Division)     | 9      | 42 | 15 | 8  | 19 | 60  | 72 | -12 | 53 | 12.    |
| 2010/11 | Wessex Football League (Premier Division)     | 9      | 42 | 21 | 7  | 14 | 75  | 62 | +13 | 70 | 7.     |
| 2011/12 | Wessex Football League (Premier Division)     | 9      | 42 | 26 | 6  | 10 | 105 | 62 | +43 | 84 | 4.     |
| 2012/13 | Wessex Football League (Premier Division)     | 9      | 40 | 22 | 8  | 10 | 85  | 50 | +35 | 74 | 4.     |
| 2013/14 | Wessex Football League (Premier Division)     | 9      | 42 | 21 | 10 | 11 | 75  | 53 | +22 | 67 | 9.     |
| 2014/15 | Wessex Football League (Premier Division)     | 9      | 40 | 22 | 9  | 9  | 92  | 42 | +50 | 75 | 4.     |
| 2015/16 | Wessex Football League (Premier Division)     | 9      | 40 | 19 | 8  | 13 | 71  | 61 | +10 | 65 | 8.     |
| 2016/17 | Wessex Football League (Premier Division)     | 9      | 42 | 32 | 5  | 5  | 103 | 33 | +70 | 98 | 2.     |
| 2017/18 | Southern Football League (Division One East)  | 8      | 42 | 19 | 12 | 11 | 79  | 63 | +16 | 69 | 10.    |
| 2018/19 | Southern Football League (Division One South) | 8      | 38 |    |    |    |     |    |     |    |        |